# Пинъинь (уезд)
Пинъи́нь (кит. упр. 平阴, пиньинь Píngyīn) — уезд города субпровинциального значения Цзинань провинции Шаньдун (КНР).

## История
При династии Чжоу эти земли находились на северной границе царства Лу, а впоследствии были завоёваны царством Ци.
При империи Западная Хань эти земли вошли в состав уезда Лусянь (卢县). При империи Восточная Хань был образован уезд Пинъинь. Впоследствии он был включён в состав удела Цзибэй (济北国), просуществовавшего до 303 года. После ликвидации удела эти земли подчинялись округу Цзибэй (济北郡).
При империи Суй в 596 году был создан уезд Юйшань (榆山县). В 606 году он был переименован в Пинъинь. При империи Тан в 832 году уезд Пинъинь был разделён на уезды Лусянь (卢县) и Дунъэ (东阿县), но в 837 году воссоздан.
В 1950 году был создан Специальный район Тайань (泰安专区), и уезд вошёл в его состав. В 1958 году Специальный район Тайань был расформирован, а уезд Пинъинь был присоединён к уезду Дунпин, входящему в состав Специального района Ляочэн (聊城专区). В 1959 году уезд был воссоздан и передан под юрисдикцию Цзинаня. В 1960 году он был включён в состав Специального района Хэцзэ (菏泽专区), но в феврале 1961 года возвращён под юрисдикцию Цзинаня, а в апреле того же года передан в состав воссозданного Специального района Тайань.
В 1967 году Специальный район Тайань был переименован в Округ Тайань (泰安地区).
В 1985 году Округ Тайань был расформирован, и уезд перешёл под юрисдикцию Цзинаня.

## Административное деление
Уезд делится на 2 уличных комитета и 6 посёлков.